# Office for Executive Support
Het Office of Intelligence Liaison was een bureau van de Amerikaanse overheid. Het werd in 1977 gecreëerd door de  CIA, de NSA en het Department of Commerce. De taak van dit bureau was het doorspelen van buitenlandse inlichtingen, vergaard door de Amerikaanse inlichtingendiensten, naar het Department of Commerce indien die de economische belangen van de VS kunnen dienen. Nadat in 1993 het bestaan van dit bureau in een Brits televisieprogramma onthuld werd in 1996 de naam veranderd in Office for Executive Support.